# Karl Wilhelm Gottlieb Leopold Fuckel
Karl Wilhelm Gottlieb Leopold Fuckel (Reichelsheim, Hesse, 3 de fevereiro de 1821 — Viena, 8 de maio de 1876) foi um botânico alemão que estudou sobretudo os fungos.
O epíteto específico de Botryotinia fuckeliana, um patógeno vegetal e agente causal da podridão cinzenta, foi designado pelo micólogo Heinrich Anton de Bary em honra de Fuckel.
Antigamente nos países não anglófonos, era por vezes usada a abreviatura "Fuck." (com ponto).